# Nordanhöle
Nordanhöle är en by i Rengsjö socken, Bollnäs kommun.
I byn finns Höle klack som är det högsta berget i Rengsjö, och sträcker sig 352 meter över havet. Sitt namn har berget fått efter sin klackliknande form.
Från utsiktstornet på toppen har man en magnifik utsikt över Rengsjös kuperade landskap.